# تصاوغ شكلي

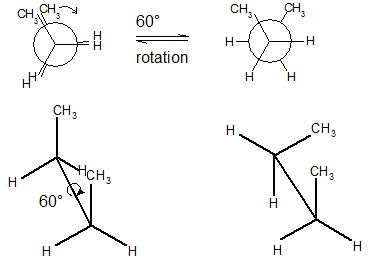

التصاوغ الشكلي أو التماكب الشكلي أو التزامر الشكلي أو الإيزوميرية الشكلية Conformational Isomerism هو أحد أشكال المتزامرات ويصف ظاهرة الجزيئات التي لها نفس المعادلة البنائية ولكن لها تشكل كيميائي مختلف نظرا لدوران الذرات حول الرابطة الكيميائية. وهناك ثلاث مبادئ أساسية تجعل بعض المتشاكلات أكثر ثباتا من الأخرى:
- 1- تفاعل الرابطة مع فصوص المدارات في الذرات المجاورة يمكن حدوثه فقط عندما تكون الذرات المجاورة مقاربة
- 2- تأثير الإعاقة سيجعل بعض المتشاكلات لها ثبات أكثر من الأخرى
- 3- عزم الروابط القطبية سيؤثر على ثبات المتشاكلات

ويمكن للمتشاكلات التحول لبعضها البعض بالدوران حول الرابطة المفردة، بدون كسر الرابطة الكيميائية. وأحد أبسط الأمثلة على ذلك هو جزيء البيوتان الذي الموضح بواسطة مسقط نيومان، فمثلا، عند النظر لأسفل الرابطة C-C المركزية بالدوران النسبي للذرة C2، C2. المتدورات أو الروتاميرز هي مجموعة من المتشاكلات وعائق الدوران هو طاقة التنشيط اللازمة للوصول من أحد المتشاكلات للآخر.
ويتبع توزيع المتشاكلات توزيع بولتزمان:
{\displaystyle {\frac {N_{i}}{N_{j}}}={\frac {g_{i}}{g_{j}}}\exp \left({\frac {-(E_{i}-E_{j})}{RT}}\right)}
وتمثل i، و j السفلى أقصى وأقل طاقة. g تمثل عدد المتشاكلات الممكنة عند هذه الطاقة، التفسخ. N هو توزيع الجزيئات لتشاكل معين.
والشكلان المهمان من المتشاكلات يوجد في متشاكلات الألكان بالمتشاكلات مقارب، مكسوف، متذبذب وتشاكل الهكسان الحلقي بالمتشاكلات مقعد وقارب. ومثال أخر للتزامر التشكلي هو ثني البروتين، حيث تكون بعض الأشكال أكثر ثباتا ومؤثرة عن الأخرى. كما يتواجد التزامر التشكلي أيضا في المتزامرات الأتروبية

## طاقات الوضع للبيوتان
طاقات الوضع للمتشاكلات التي لها إعاقة فراغية أكبر من المتشاكل 'العكسي' الذي يمثل الحالة الأرضية.
- المقارب والمعروف أيضا بالمتذبذب – 16 كيلو جول \ مول.
- المكسوف H، CH3 - 3.8 كيلو جول \ مول.
- المكسوف CH3، CH3 - 19 كيلو جول \ مول.

مجموعتي الميثيل المكسوفتان تعانى من إعاقة فراغية نظرا لأن لها كثافة إلكترونية عالية بالمقارنة بذرات الهيدروجين.

## النتائج
لو أن المتشاكلات المكسوفة لأى متزامر لها طاقة وضع عالية، يمكن أن يتم منع عمليات الدوران للمستبدلات للمتشاكلات المقاربة في ظروف الطاقة المنخفضة. وقد يؤدى هذا لتكون خليط راسمي للمتشاكلات والتي قد يكون أو لا يكون لها نشاطية مختلفة، وفي بعض الحالات مثل الإنزيمات تعتمد التفاعلات بصورة كبيرة على شكل الجزيء وترتيبه في الفراغ.

## التفاعلات المتوقفة على المتشاكلات
ألية التفاعلات E2 تعتمد على الحمض أو القاعدة ة عملية الهجوم التي تتم على المستبدل ومكان وجوده في الفراغ بالنسبة لمجموعة المغادرة. وهذا الشرط هام للغاية في فهم طريقة تفاعلات الاستبعادات العضوية، وخاصة التي تتضمن الألكانات الحلقية المهلجنة. فيمكن لمستبدلين متجاورين على ألكان حلقي أن يحدث لهما استبعاد E2 فقط لو أنها محوريين بالنسبة للحلقة أي أنهما متعاكسين في المستوى. ولا يمكن لخليط من المستبدلات المحورية والاستوائية أن تتفاعل عن طريق الاستبعاد E2، ومع ذلك فإن انقلاب الحلقة يمكن أن يسمح للتفاعلات أن تحدث في حالة عدم وجود حواجز طاقة أو امتناع فراغي من الأيزوبروبيل أو المستبدلات الأكبر.

## الشروط
التزامر التشاكلي يحدث فقط عند وجود رابطة مفردة، ولهذا فإن ذلك يتطلب تكسير راطة أو أكثر ما الروابط باي في الجزيئئات التي بها روابط ثنائية أو ثلاثية للوصول إلى رابطة مفردة من النوع سيجما. ولا يحدث للمتشاكلات تزامر مستمر لأن هذا مربوط بوجود متزامر منهم مفضل على الأخر طبقا للطاقة المتاحة للنظام.